# Rebecca Gablé
Rebecca Gablé (25 de septiembre de 1964) es una escritora alemana de ficción histórica.
Tras terminar sus estudios de literatura trabajó como traductora y ahora da clases de literatura inglesa medieval en la universidad de Heinrich Heine de Dusseldorf.

## Obras
- Novelas de detectives
  - Jagdfieber, 1995
  - Die Farben des Chamäleons, 1996
  - Das letzte Allegretto, 1998
  - Das Floriansprinzip, 1999
- Serie de Waringham
  - Das Lächeln der Fortuna, 1997
  - Dado Hüter der Rose, 2005
  - Das Spiel der Könige, 2007
  - Der dunkle Thron, 2011
  - Der Palast der Meere, 2015
- Serie de Caedmon Helmsby
  - El segundo reino, 1997
  - El traductor del rey, 2000
  - Hiobs Brüder, 2009
- Otras novelas históricas
  - El rey de la ciudad purpura, 2002 (con una breve referencia a la serie de Waringham)
  - Das Haupt der Welt, 2013
- Otros libros
  - Los colonos de Catan, 2003. Basado en el juego de mesa del mismo nombre creado por Klaus Teuber.